# Likskär (naturreservat)
Likskär är ett naturreservat i Kalix kommun i Norrbottens län.
Området är naturskyddat sedan 1969 och är 25 kvadratkilometer stort. Reservatet omfattar 25 öar och många mindre skär, de största är Likskär och Renskär belägna i Kalix skärgård.